# 日立建機
日立建機株式会社（ひたちけんき、英: Hitachi Construction Machinery Co., Ltd.）は、東京都台東区に本社を置く、日本の大手建設機械メーカー。日立製作所の持分法適用関連会社であり、日立グループに属するとともに、旧日産コンツェルンで構成される春光グループにも属する。建設機械業界ではキャタピラー、コマツに次ぐ世界3位。日経平均株価およびJPX日経インデックス400の構成銘柄の一つ。

## 概要
日立製作所が手掛けていた建設機械の製造部門が1969年11月に日立建設機械製造として分社化、それ以前に設立されていた建設機械の販売やサービス会社と1970年10月に合併し、（現）日立建機が発足した。
油圧ショベルを主力とする、建設機械および鉱山向けなどの産業機器製造と販売・アフターサービス・レンタルなどを行っている。従業員数は単独では5,800名、連結では約26,200名（2024年3月現在）である。国内における主要な生産工場は茨城県土浦市のほか、ひたちなか市、兵庫県加古郡稲美町などに所在する。
2024年現在、建設機械業界では日本でコマツ に次ぐ2位、世界でキャタピラー、コマツに次ぐ3位グループの規模である。1990年代後半から欧米、アジア、オセアニアに事業を拡大している。以前はフィアットグループと組んでヨーロッパへの展開を行っていたが、フィアットグループと手を切り、独自展開を行ったところ、旧フィアットグループの有力ディーラーが日立建機製品の品質の高さを支持し、日立建機の代理店となった。また、中型油圧ショベルをクボタ、ディア・アンド・カンパニーにOEM供受給している。
2022年8月23日、日立製作所が約51％を保有する株式26%分について、伊藤忠商事と日本産業パートナーズが共同出資するHCJIホールディングスに売却した。これにより日立製作所の連結子会社から外れて持分法適用関連会社となる。

## 沿革
- 1970年10月1日 - 日立建設機械製造株式会社と(旧)日立建機株式会社が合併し、(現)日立建機株式会社が設立
- 1981年12月 - 東京証券取引所第二部に上場。
- 1989年9月 - 東京証券取引所第一部に指定替え。
- 1990年1月 - 大阪証券取引所第一部に上場。
- 2003年1月 - オランダの工場で生産開始。
- 2009年12月 - TCMを完全子会社とする。
- 2012年8月1日 - TCMの全株式をユニキャリア（後のユニキャリアホールディングス）に譲渡。
- 2015年 - KCMを完全子会社とする。
- 2016年3月31日 - ユニキャリアホールディングスの保有株式を全て譲渡し、持分法適用関連会社から除外。
- 2017年3月31日 - 日立住友重機械建機クレーン（現・住友重機械建機クレーン）の保有株式を一部譲渡し、連結から除外。
- 2019年4月1日 - KCMを吸収合併。
- 2022年1月14日 - 日立製作所が保有している株式の半分26%を伊藤忠商事と日本産業パートナーズが共同出資するHCJIホールディングスに売却すると発表[6]。
- 2022年8月23日 - 日立製作所が約51％を保有する株式26%分について、伊藤忠商事と日本産業パートナーズが共同出資するHCJIホールディングスに売却した。これにより日立製作所の連結子会社から外れて持分法適用関連会社となる[5]。

## 製品

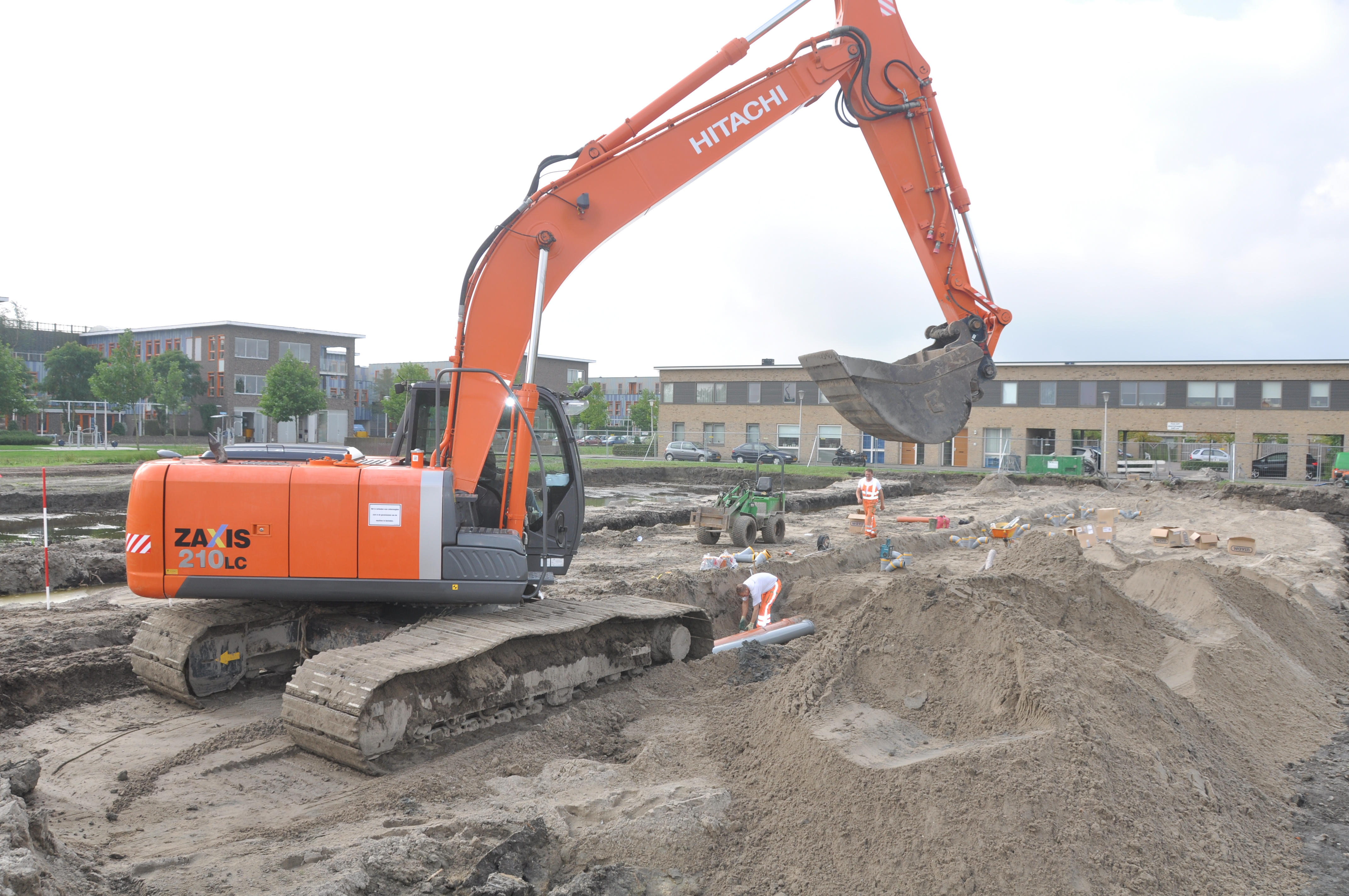
油圧ショベル ZX210LC

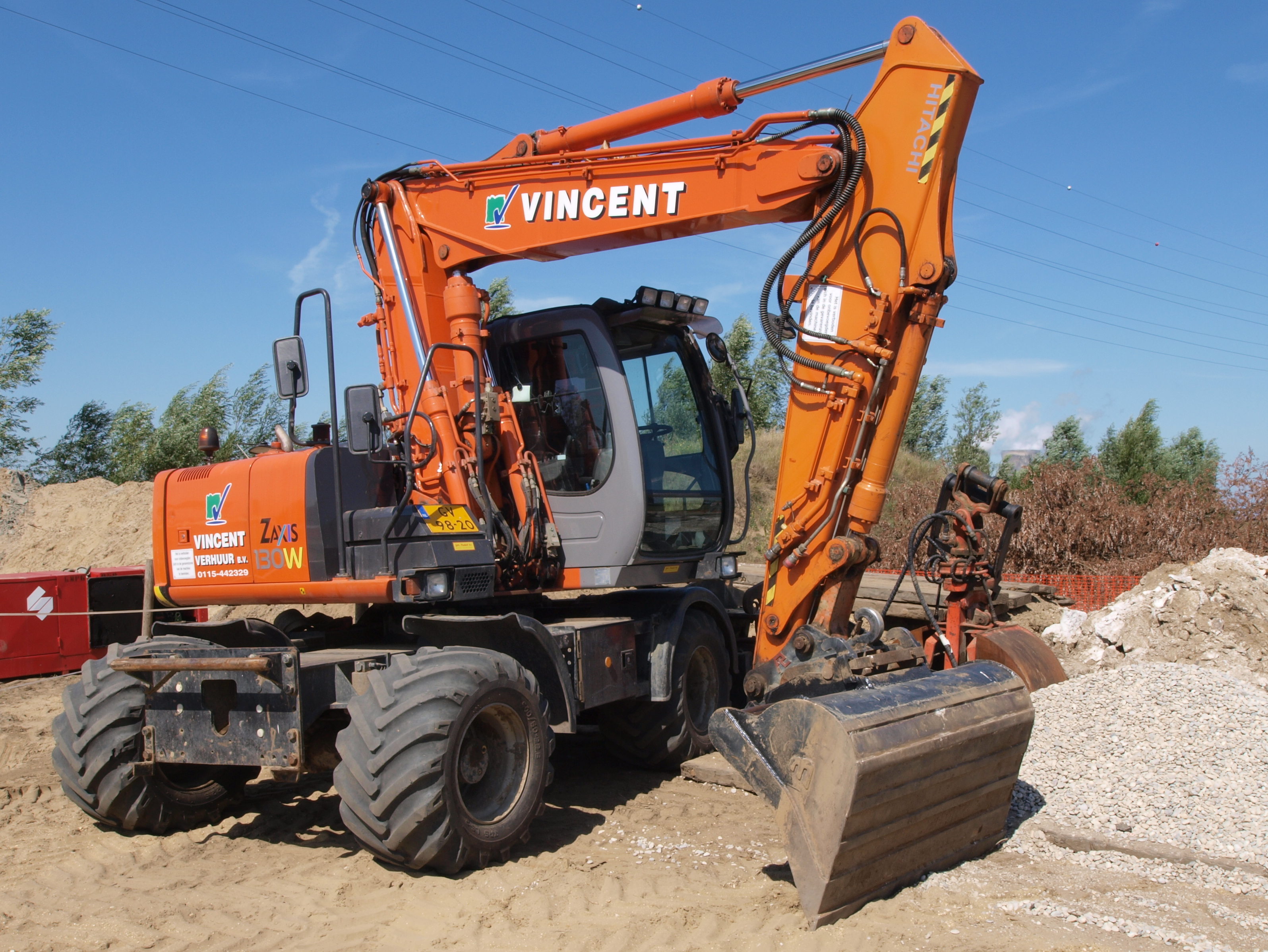
ホイールショベル ZX130W

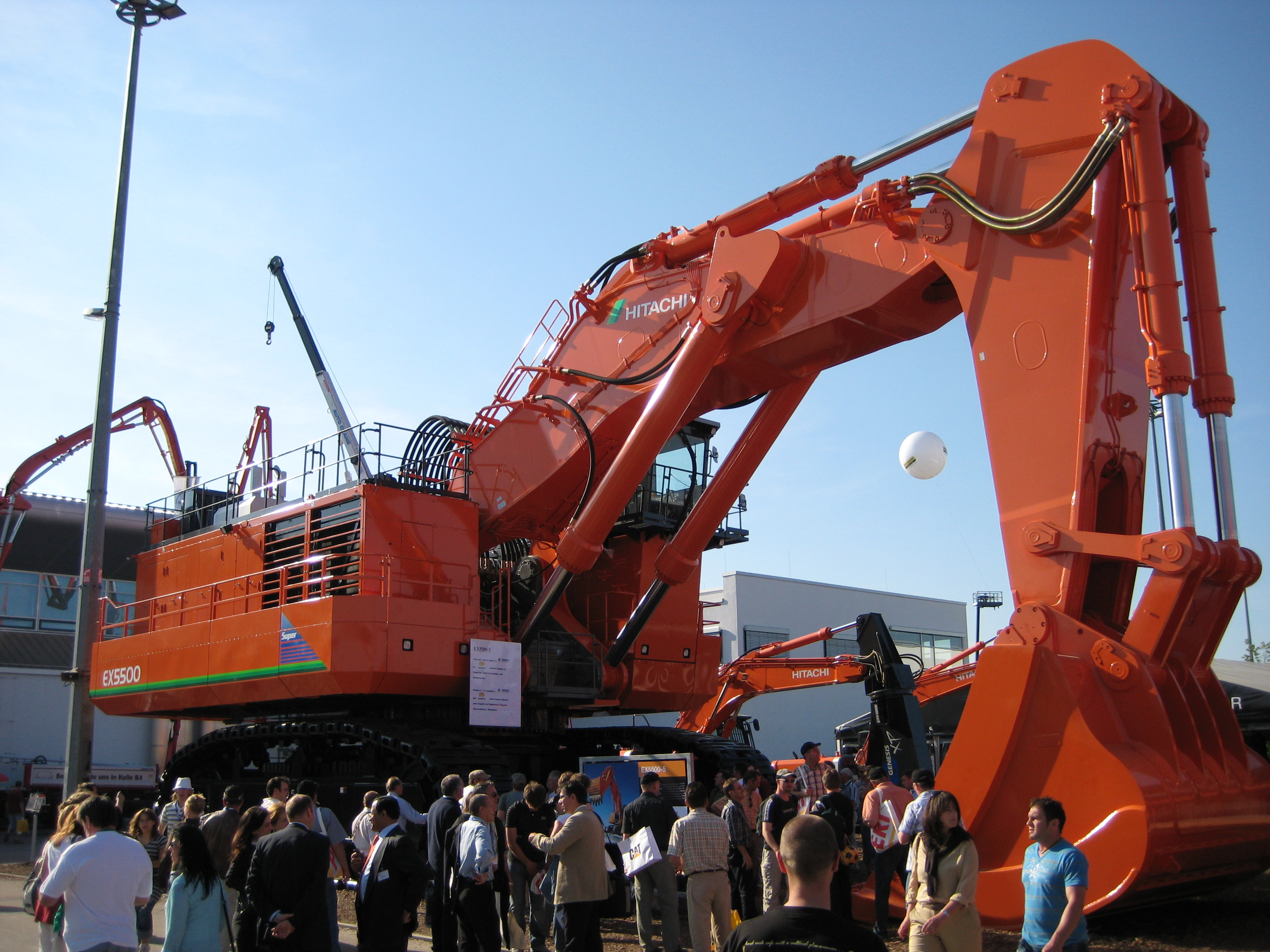
超大型ショベル EX5500

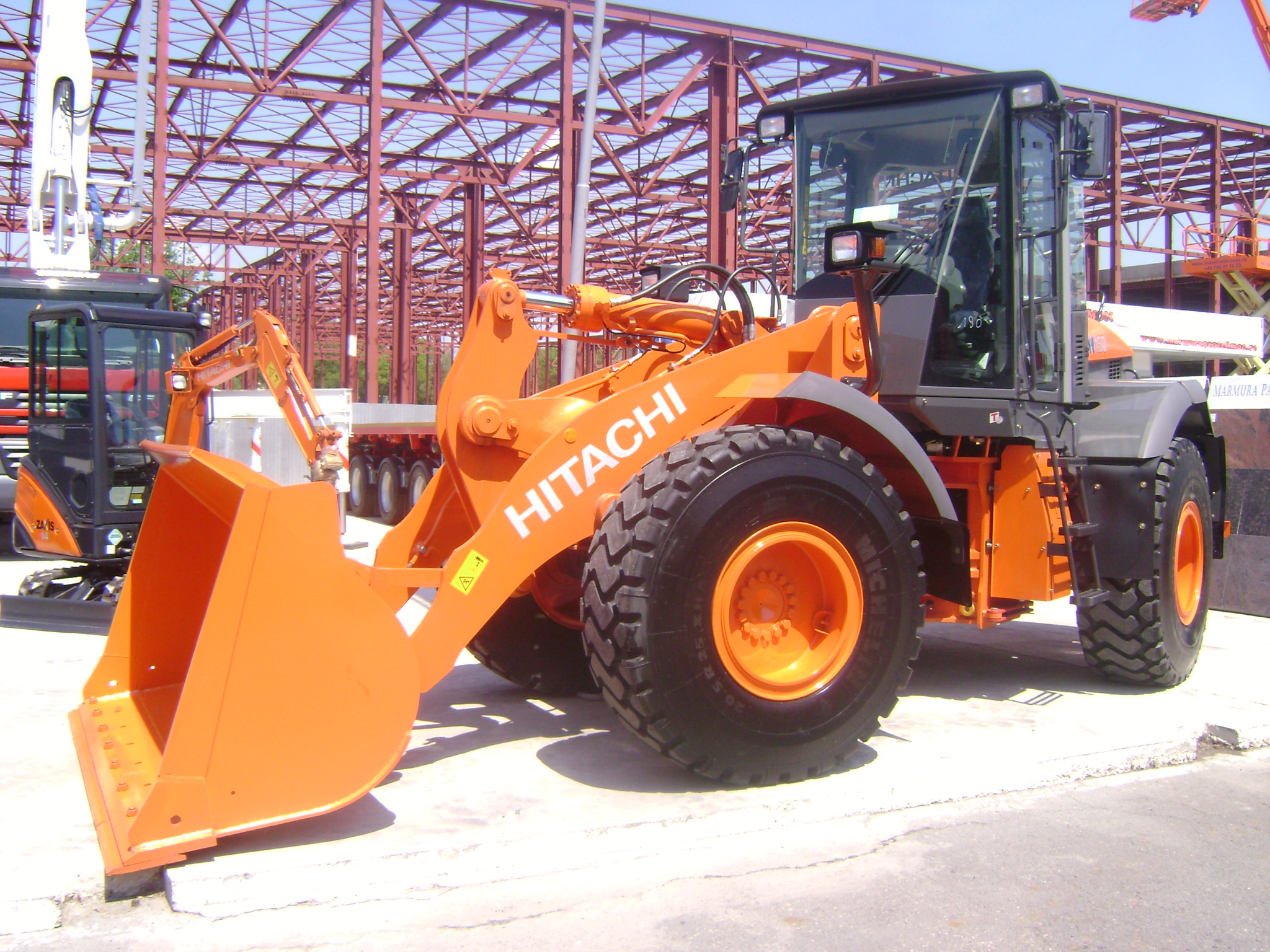
ホイールローダ ZW150

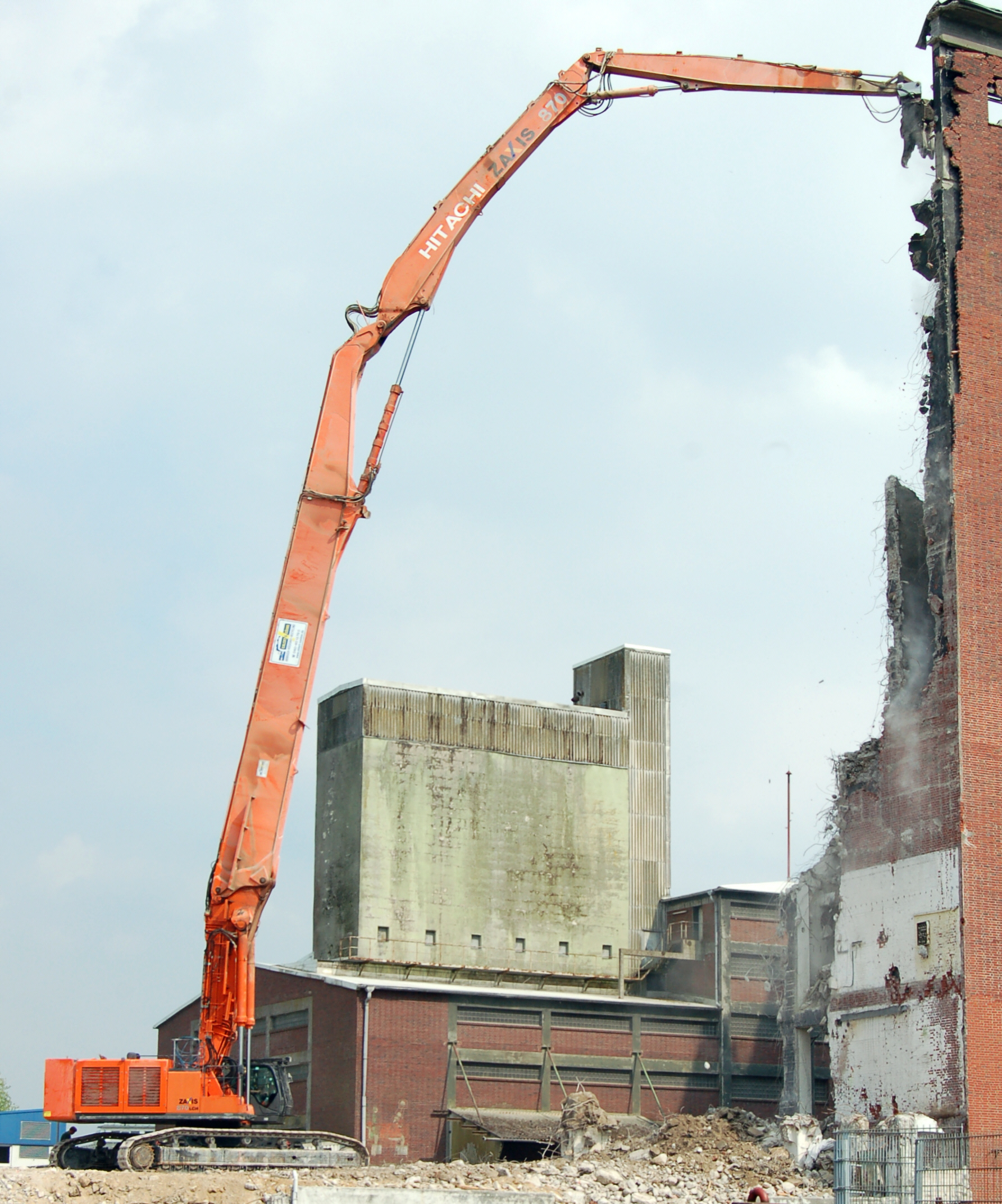
マルチブーム解体仕様機

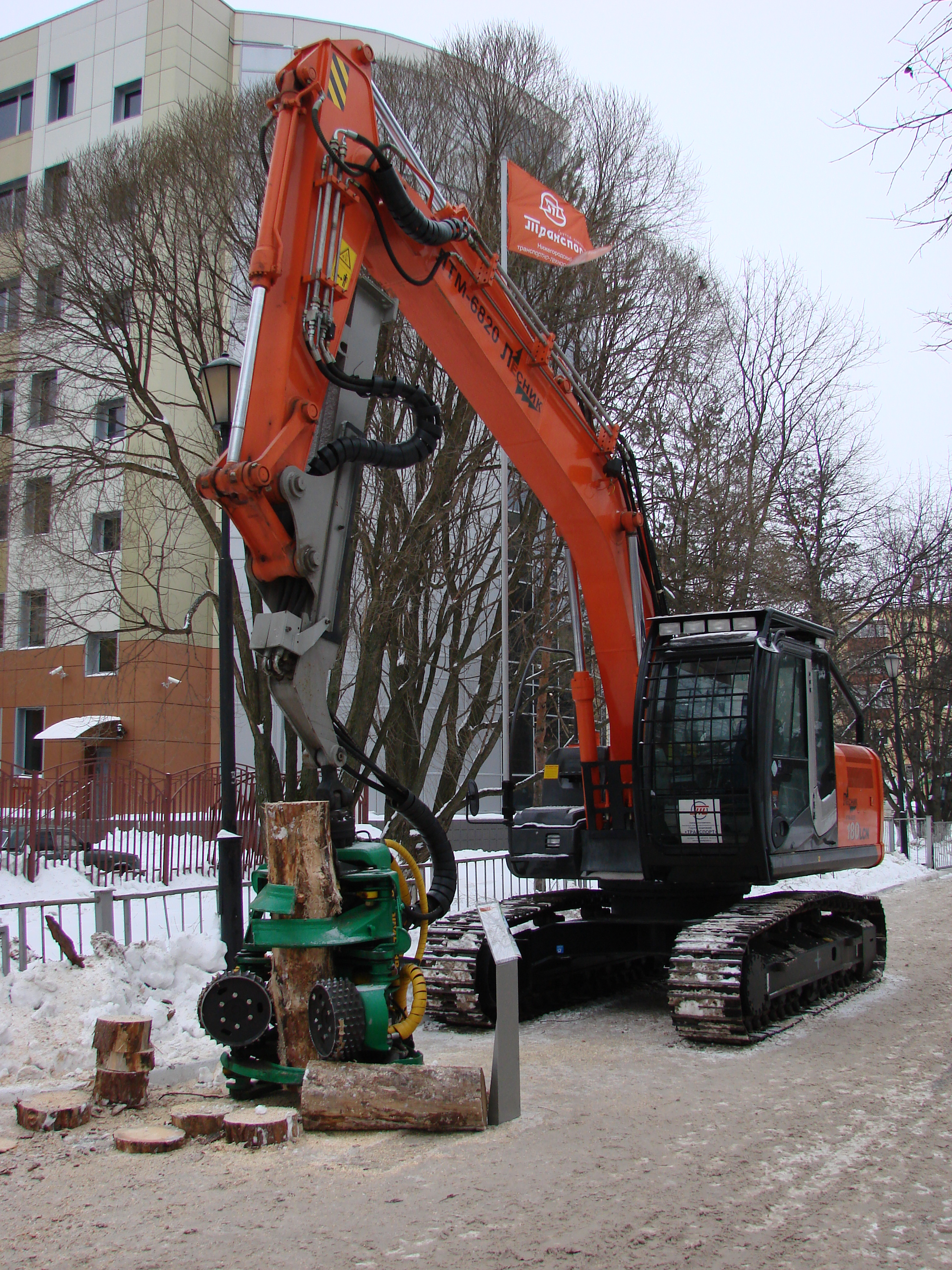
林業仕様機

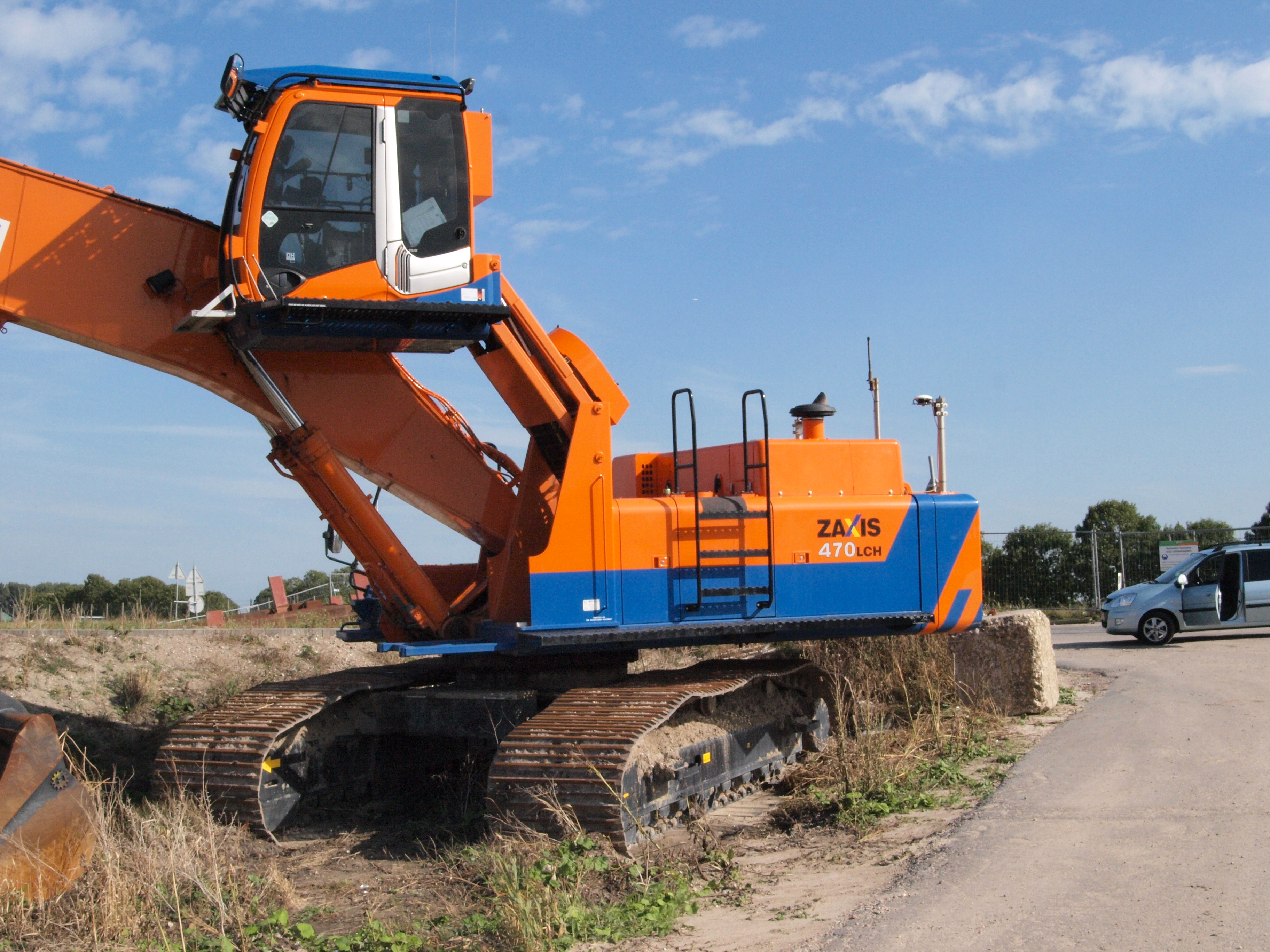
可動キャブタイプ

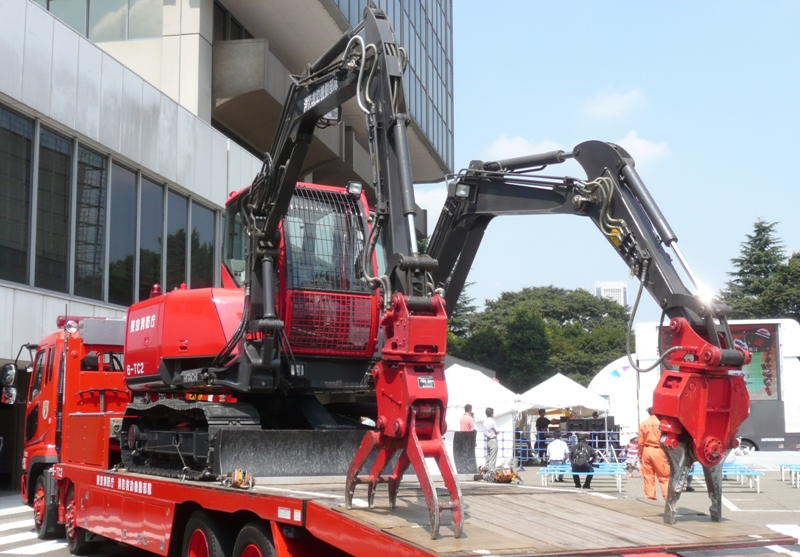
双腕作業機「ASTACO」（東京消防庁仕様）

機械式ショベル
Uシリーズ
1949年に現在の日立建機の油圧ショベルの原型とも言えるU05を純国産技術により開発した。アルファベットのUはユニバーサル（万能）を意味し、当時の製品パンフレットには「万能掘削機」の文字があった。フロントアタッチメントを交換し、ショベル作業、クレーン作業、基礎工事作業と様々な作業を行うことができた。
油圧ショベル
同社の前身である日立製作所の建設機械製造部門が1965年に国内初の純国産技術による油圧ショベルUH03を開発して以来、同社の主力製品である。ミニ（6トン未満）、中型（6トンから40トン）、大型・超大型（40トン以上）に分かれ、ミニをグループ会社の日立建機ティエラが、中型から超大型を自社開発している。鉱山などで使用される超大型ショベルは世界の約30%以上のトップシェアを占めている。走行方式としてクローラ式とホイール式がある。
UHシリーズ
1965年〜。従来の油圧ショベルが1ポンプ1バルブ方式であったのに対して、2ポンプ2バルブ方式を採用し、複合動作の操作性を改善して作業能力を向上させたモデル。2011年にUH03が機械遺産第48号に選定された。
EXシリーズ
1986年〜。エンジンや油圧ポンプをマイコンで電子制御するE-P制御や、油圧パイロット式レバーなどの新技術を搭載したモデル。
ZXシリーズ
2000年〜。油圧システムの改善により応答性が向上した他、衛星通信により機械の稼働情報をインターネットで確認できる機能や、転倒時のオペレータ保護を目的としたCRESキャブなどを搭載したモデル。
ZHシリーズ
2011年〜。ZXシリーズをベースに、電気エネルギーを従来の油圧システムと併用したハイブリッドモデル。旋回減速時に発生するエネルギーを電気エネルギーとしてキャパシタに蓄電し、旋回駆動時に旋回油圧モータを電動モータでアシストすることで低燃費性能を高めている。電動機器を得意とする日立グループと協力して開発された。
ホイールローダ
1988年よりアメリカのジョン・ディアのOEM供給を受けて市場に参入した。
LXシリーズ
1987年〜。ジョン・ディアと古河鉱業（現・古河機械金属）と共同開発したモデル。1988年には走行駆動系にHST（静油圧変速機）を採用したモデルを開発、販売を開始した。
BXシリーズ
1987年〜。ジョン・ディアのOEM供給を受けて販売したホイール式バックホウローダ。車体前方にローダアタッチメントを、後部にバックホウアタッチメントを装着した機械である。
ZWシリーズ
2006年〜。グループ会社のTCM（現ロジスネクストユニキャリア）やKCMと共同開発したモデル。現場状況に応じてエンジンやポンプを制御するシステムや、衛星通信により機械の稼働情報をインターネットで確認できる機能などを搭載している。2014年には走行装置に電動モータを採用したハイブリッドモデルZW220HYB-5Bを2015年春に市場投入予定であることを発表した。
ホウルトラック
主に鉱山向け超大型のダンプトラックを取り扱う。1994年にボルボ・ミシガン・ユークリッドと共にユークリッド日立を設立して市場に参入した。
アーティキュレートダンプトラック
1995年〜。ボルボのアーティキュレートダンプトラックA20などを輸入販売した他、BellのAHシリーズなどがある。
リジッドダンプトラック
1994年〜。ボルボ・ミシガン・ユークリッドのリジッドダンプR60などを輸入販売した。2000年にユークリッド日立としてEHシリーズを開発した。2008年には走行装置としてAC電気駆動装置を採用したEH3500ACを日立製作所と共同で開発、発売した。AC駆動方式とはエンジンで発電した電気によりACモータを駆動し走行するという方式であり、従来の機械式に比べて操作性・メンテナンス性の向上や車体のスリップやタイヤのロックなどを緩和する車体安定化制御が可能であるといった利点がある。また運転手の死角を補うために全周囲安全確認支援装置SkyAngle（スカイアングル）を搭載する。ACダンプトラックの応用製品として、登坂路などに敷設された架線に流れる電力を車体上部に搭載されたパンタグラフにより取り込むことで車載のエンジンを使わずに走行可能であるトロリー式ダンプトラックがある。
特殊仕様機
油圧ショベルをベースとして特殊な用途に対応した機械を開発している。コンクリート圧砕機や鉄筋鉄骨カッタを装備した解体仕様機、立木の伐採や枝打ちを行う林業仕様機、多段伸縮アームとクラムシェルバケットにより深穴掘削を行うテレスコ式クラムシェル仕様機、マグネットにより金属スクラップを吸着・移動させるマグネット仕様機、動力源に商用電源を用いる電動式油圧ショベルなどがある。
ブルドーザー
1957年にT14Aを開発 して参入したが、その後撤退。1989年から古河鉱業（現・古河機械金属）やジョン・ディアのOEM製品を販売していたが、現在は取り扱っていない。
双腕作業機
2005年に2本の作業装置を搭載した双腕作業機ASTACO（アスタコ）を開発し、2012年には後継機であるASTACO NEOが開発された。特徴的な外観や操縦システムから“ガンダム建機”と呼ばれ、同社を代表する製品となっており、日立建機と縁のあった遠藤聖大に進呈された化粧回しにはASTACOがあしらわれている。
現在は災害救助作業向けに改良されたASTACOが東京消防庁および川崎市消防局に1台ずつ配備されている。
環境リサイクル製品
1993年より市場に参入した。コンクリートや岩石を破砕するクラッシャ、廃木材をチップ化する木材リサイクラ、土砂から瓦礫などを分離するスクリーン、原料土に生石灰などを混合し土質を改良する土質改良機などがある。いずれも自走用の走行装置を備える。
道路機械
1985年にダイナパックと提携して振動ローラなどの販売を開始したが、2005年にダイナパックとの提携を解消し、現在はグループ会社の日立建機カミーノが開発、製造、販売を担当している。土壌を締め固める振動ローラ、ソイルコンパクタなど。
クレーン
大型クローラクレーン（10トン吊り以上）やトラック（ホイール）クレーンを住友重機械建機クレーンが取り扱っている。1971年に日立建機が世界初の全油圧式クローラクレーンKH150を開発した。
基礎工事用機械
リーダレス型基礎機械などを開発、販売している。また、アースドリル、パイルドライバー、ケーシングドライバーを住友重機械建機クレーンが取り扱っている。
クローラキャリア
1977年に鉄クローラ式のCH40を発売。2000年に独自設計の全旋回式ゴムクローラキャリアEG40Rを開発、発売した。
シールドマシン
2002年に同社のシールドマシン設計・製造部門と日立造船を統合したジオテックマシナリーを設立した。現在は取り扱っていない。
その他
SkyAngle（スカイアングル）
同社とクラリオンが共同で開発した全周囲安全確認支援装置。車体に取り付けた複数の広角カメラの映像を変換・合成し、機械を中心として上空から見下ろしたような映像をオペレータに提示することで、周囲状況の把握を支援する。現在は鉱山向けのリジッドダンプトラックのみに搭載しているが、超大型油圧ショベルなど適用製品の拡充を計画している。
Global e-Service
2005年に運用が開始された、インターネットを通じて機械を管理するシステムである。携帯通信や衛星通信を介して収集した機械の稼働データやサービス履歴などの情報を一元管理し、顧客や代理店に必要な情報を提供する。2000年に発売されたZX-1シリーズは同業他社に先駆けて衛星通信端末をオプション搭載して稼動データを収集可能とした ほか、2006年以降は同機能を標準搭載した製品が多く発売されている。
ConSite
Global e-Serviceにより収集した情報を整理して顧客に提供することでメンテナンス性を高めたサービスを2013年4月から開始した。
鉱山運行管理システム
グループ会社であるウェンコ・インターナショナルナル・マイニング・システムズが提供するシステム。Global e-Serviceにより収集した情報に基づき、配車状況や機械の稼働状況を管理して鉱山の生産性向上を図る。
半導体関連装置
1985年に超音波探傷装置や原子間力顕微鏡などを開発していた。
車体を提供している製品
対人地雷除去機
日建（旧・山梨日立建機、代表取締役・雨宮清）が開発、製造、販売している、対人地雷除去を目的とした機械である。日立建機の油圧ショベルをベースに日建が開発したフロントアタッチメントや耐爆性のあるガードを装備し、安全に地雷を除去するだけでなく、灌木の伐採や農地の造成などを行うことが出来る。2000年に1号機であるBM307-V5の納入が開始されて以来、カンボジアやアフガニスタンなど9か国に計86台を納入している。
2024年7月、日本政府が資金提供する不発弾や地雷除去プロジェクトの一環として、コマツのブルドーザータイプの対人地雷除去機「D85MS」が、日建（山梨県）の油圧ショベルタイプの対人地雷除去機「BM307-V16」とともに、ウクライナに計4台引き渡された。両者はいまだ地雷の危険が残るカンボジアなどで実績を残している。なお、2024年中に計22台が引き渡される予定。
ASTACO-SoRa
2012年、日立エンジニアリング・アンド・サービスが遠隔操作技術を搭載したASTACO-SoRaを開発し、2013年より福島第一原子力発電所にてがれき撤去などの活動を行っている。

## 生産拠点

### 日本国内
- 土浦工場（土浦市）
- 霞ヶ浦工場（かすみがうら市）
- 常陸那珂工場（ひたちなか市）

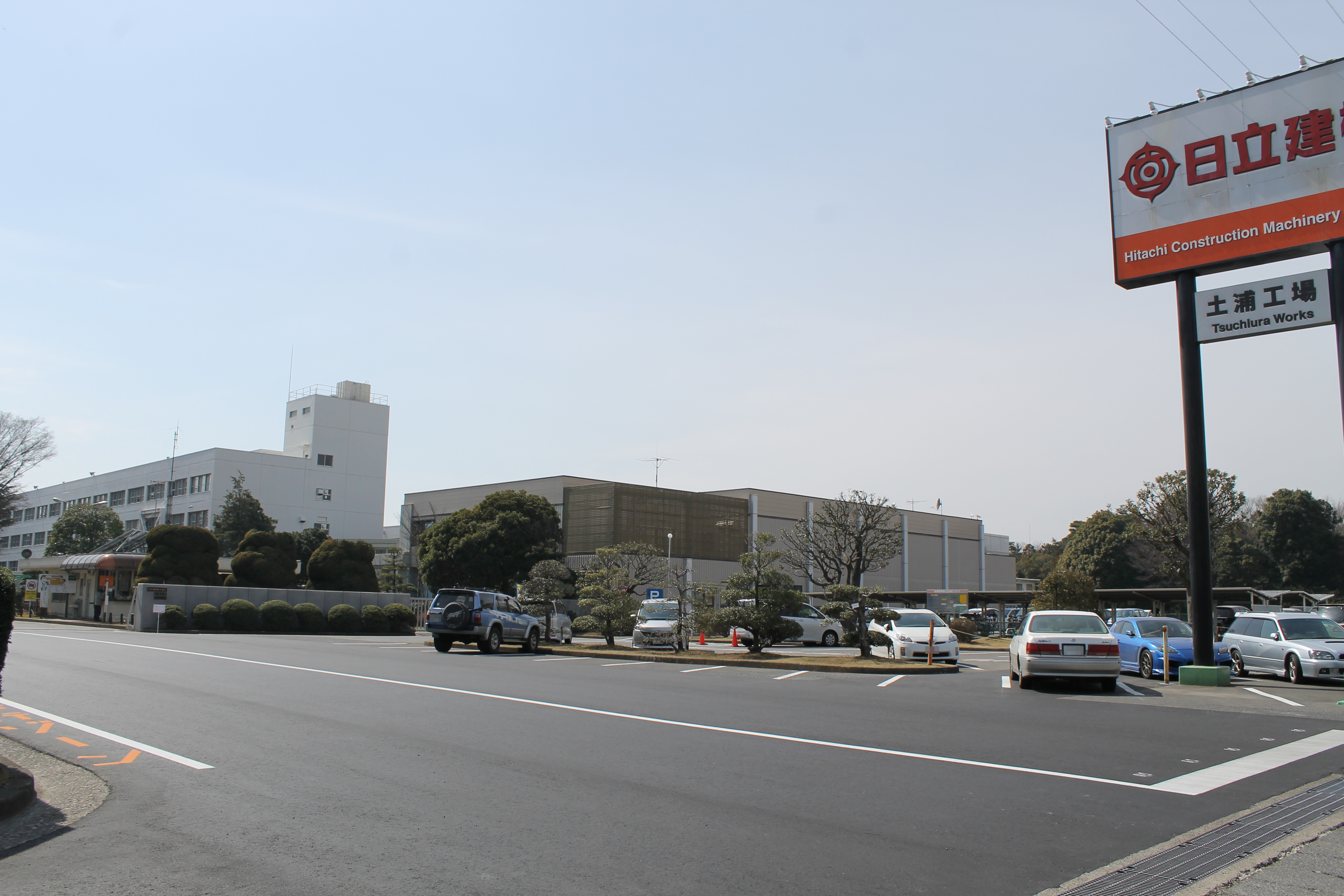
土浦工場

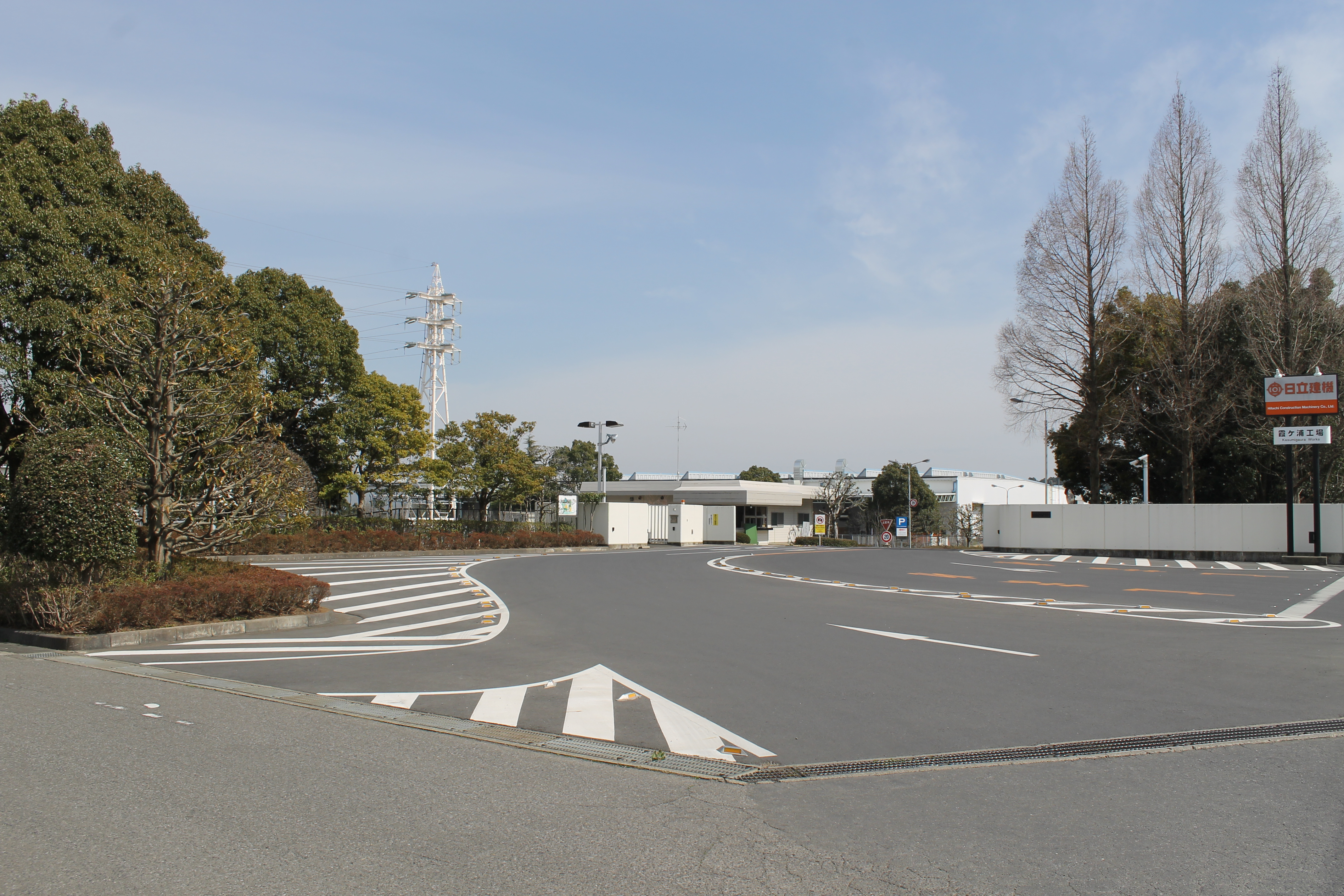
霞ヶ浦工場

- 常陸那珂臨港工場（ひたちなか市、常陸那珂工場とは別の場所）
- 播州工場（稲美町）
- 龍ヶ崎工場（龍ケ崎市）

### 日本国外
現地法人による工場が中国、インド、インドネシア、ロシア、オランダなどにある。

## 関連会社
2017年3月現在、連結対象の子会社は85社。持分法適用会社は17社。
以下は主な関連会社。

### 日本国内
- 株式会社日立建機ティエラ（甲賀市：ミニショベルの生産を担当。旧・東洋社【「日の本」ブランドで知られる農業機械メーカーだった】）
※農機事業に限り2009年6月30日をもって撤退。それ以外の事業は同年7月1日以降も継続する。
- 株式会社日立建機カミーノ（東根市：道路機械の生産を担当）
- 日立建機日本株式会社（草加市）
- 日立建機リーシング株式会社（草加市）
- 日立建機ロジテック株式会社（土浦市）
- 多田機工株式会社（船橋市）
- 新東北メタル株式会社（北秋田市）

### 日本国外
- インドネシア
  - P.T. 日立建機インドネシア（インドネシア）
- 中国
  - 日立建機中国有限公司（中国）
  - 日立建機上海有限公司（上海）
- タイ
  - 日立建機タイランドCo., Ltd.（タイ）
- マレーシア
  - 日立建機マレーシアSdn.Bhd.（マレーシア）
- シンガポール
  - 日立建機アジア・パシフィックPte. Ltd.（シンガポール）
- インド
  - タタ日立コンストラクショマナリーCo., Priv., Ltd.（インド）
- ブラジル
  - ディア日立ブラジルS.A.（ブラジル）
- オランダ
  - 日立建機ヨーロッパN.V.（オランダ）
- イギリス
  - 日立建機イギリス Ltd.（イギリス）
- フランス
  - 日立建機販売サービスフランスS.A.S.（フランス）
- UAE
  - 日立建機中東Corp.FZE（ドバイ）
- オーストラリア
  - 日立建機オーストラリアPty., Ltd.（オーストラリア）
- ロシア
  - 日立建機ユーラシアLLC（ロシア）
- カナダ
  - 日立建機トラックLtd. （カナダ）
- アメリカ
  - 日立建機ホールディングU.S.A. Corp.（アメリカ）
- 南アフリカ
  - 日立建機アフリカPty.Ltd.（南アフリカ）
- ザンビア
  - 日立建機ザンビアCo., Ltd.（ザンビア）
- モザンビーク
  - 日立建機モザンビーク Limited（モザンビーク）
- ニュージーランド
  - ケーブルプライスLimited.（ニュージーランド)
- イタリア
  - SCAI S.p.A.（イタリア）　など71社

### かつてのグループ企業
- 日立建機トレーディング（台東区：中古車事業を担当していた。2016年4月1日をもって、中古車事業を日立建機日本株式会社へ、商品事業を日立建機ロジテック株式会社へ譲渡した。）
- 沖縄日立建機
- 山梨日立建機（現・日建）
- TCM（現・ロジスネクストユニキャリア）
- 株式会社PEO建機教習センタ（千代田区：2019年、アウトソーシング関連会社PEOの出資を受け、株式会社日立建機教習センタから社名変更[18][19]）
- 株式会社新潟マテリアル（長岡市）
- 住友重機械建機クレーン株式会社（台東区：クレーンの生産を担当）

## 代理店
株式会社レント、株式会社ジェピコ、NKワークス株式会社、株式会社日の出自動車、株式会社古賀、光和商事株式会社 などが挙げられる。